# 临界现象
临界现象（critical phenomenon）是指和热力学中临界点有關的物理現象的通稱。其中大部份和相關長度的發散有關，而其中的系統動態也會變慢。临界现象包括不同物理量之間的缩放關係、一些物理量的冪定律發散（如铁磁性材料的磁化率，用临界指数來描述）、普遍性、分形行為、遍历性等。临界现象會發生在二階相變，不過也發生在其他情形下。
临界现象一般會和平均场论有許多不同，後者不考慮相關長度的發散，在離相變很遠處有效。系統临界现象中的許多性質都可以由重整化群的框架下推導。像易辛模型也是临界现象的例子之一。

## 相关條目
- 临界指数
- 易辛模型
- 自组织临界性

## 阅读
- Zinn-Justin. Critical phenomena QFT.
- Peskin-Schroeder. Intro QFT.
- Kleiner. Critical properties of phi-4 theories